# جهانگیرا
جهانگیرا (به انگلیسی: Jehangira) یک منطقهٔ مسکونی در پاکستان است که در خیبر پختونخوا واقع شده‌است. جهانگیرا ۲۸۱ متر بالاتر از سطح دریا واقع شده‌است.